# Conor Kenna
Conor Kenna (Dublino, 21 agosto 1984) è un calciatore irlandese, difensore del Longford Town.

## Caratteristiche tecniche
Il suo ruolo primario è quello di difensore centrale; tuttavia ha spesso giocato nel ruolo di terzino di sinistra, pur essendo destrorso.

## Carriera

### Club
Kenna ha iniziato la carriera nella formazione giovanile dello Shelbourne, trasferendosi all'University College Dublin prima dell'inizio della stagione 2004. Con la squadra dublinese ottenne la promozione in FAI Premier Division grazie ad un secondo posto in seconda divisione. Con Alan McNally formò una valida difesa; nella stagione 2006 l'UCD risultò come la quarta miglior difesa del campionato. Prima dell'inizio del Premier Division 2008 (Irlanda) viene nominato capitano del club al posto di Tony McDonnell, ritiratosi. Ha segnato il suo primo gol con la maglia dei The Students il 7 marzo 2008 contro il Derry City (2-3). Dopo la retrocessione in FAI First Division maturata al termine della stagione 2008, Kenna firmò per il Drogheda United (febbraio 2009). In totale, nella stagione 2009 ha collezionato 38 presenze e 5 reti con la maglia dei Drogs. Si è trasferito al St. Patrick's Athletic nel febbraio 2010, ritrovando così il suo manager ai tempi dell'UCD, Pete Mahon. Ha debuttato con la maglia dei Saints il 5 marzo contro il Galway United (2-0).

### Nazionale
Nel 2005 viene convocato in Nazionale Under-21, ma è costretto a disertare a causa di un infortunio. Tra il 2007 e il 2008 ha disputato tre partite nella selezione irlandese Under-23.

## Palmarès

### Club

#### Competizioni nazionali
- Campionato irlandese: 1

St. Patrick: 2013

#### Competizioni regionali
- Leinster Senior Cup: 1

St. Patrick: 2011